# Expulsión de alemanes tras la Segunda Guerra Mundial
La expulsión de alemanes tras la Segunda Guerra Mundial se refiere a la migración forzada de entre 12 y 14 millones de nacionales alemanes (Reichsdeutsche) y alemanes étnicos (Volksdeutsche) de los diversos Estados y territorios de Europa, en los tres años siguientes a la Segunda Guerra Mundial (1945-1948).

## Antecedentes históricos

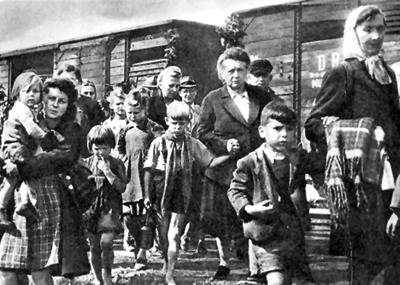
Expulsión de alemanes de los Sudetes.

La migración es uno de los elementos centrales del siglo XX en la historia de Europa. El concepto de «ultranacionalismo» requiere de la homogeneidad étnica como base del orden político; ésta se convirtió en una de las más eficaces y poderosas ideologías de la época. El ultranacionalismo consideraba el desplazamiento de parte de la población europea como una metodología política legítima, racionalizando el uso de la fuerza en contra de las minorías y abocando arbitrariamente a millones de seres humanos a la persecución, discriminación, menosprecio y expulsión.
La histórica colonización alemana de la Europa del Este, que se desarrolló a lo largo de casi un milenio, dio origen a poblaciones de origen étnico alemán que se establecieron tanto en otros países como en Rusia. Su existencia fue utilizada por los nacionalistas alemanes, en particular los nazis, para justificar sus demandas territoriales agresivas hacia otros países con el presunto fin de «unificar a todos los alemanes en un solo Reich.
En general, emigrantes alemanes habían llegado a diversos puntos de la Europa Oriental desde el siglo XII cuando la cristianización de Prusia estimuló que la Orden Teutónica fundara localidades pobladas por emigrantes alemanes a lo largo de la orilla sur del Báltico, desde Pomerania hasta Lituania. De forma similar, los monarcas de la República de las Dos Naciones habían permitido desde el siglo XVI la emigración de alemanes (campesinos y pequeños comerciantes) para la ocupación de tierras arables poco pobladas. De modo parecido, los reyes de Hungría habían aceptado y estimulado la presencia de colonos alemanes en las zonas de Transilvania y Voivodina que estaban bajo su control, mientras que posteriormente la dinastía austríaca de los Habsburgo impulsó desde el siglo XVIII la llegada de comerciantes y funcionarios alemanes a todas las provincias meridionales del Imperio austrohúngaro en los Balcanes. En Checoslovaquia, los alemanes habían colonizado territorios desde que la corona checa se uniera a los Habsburgo austríacos en la Edad Media, y esta emigración de germanos se fortaleció con la incorporación de Eslovaquia al Imperio Austrohúngaro.
Pese al influjo de emigrantes alemanes, éstos constituyeron casi siempre una minoría étnica a lo largo de la Europa Oriental, siendo que el despertar de los nacionalismos europeos en el siglo XIX y las mejoras de las condiciones de vida en la Europa Central y Occidental durante esa misma época redujeron severamente la emigración alemana en la Europa Oriental. No obstante, Pomerania, Silesia, Prusia Oriental y Prusia Occidental sí se hallaban pobladas casi totalmente por alemanes étnicos a fines del siglo XIX, en tanto dichas regiones se habían integrado en el antiguo Reino de Prusia desde el siglo XVI, mientras que las poblaciones nativas habían sido casi exterminadas o desplazadas desde hacía siglos. Estas mismas zonas se integraron en el Imperio Alemán en 1871 y fueron provincias de Alemania propiamente dicha hasta 1945.
Como la Alemania Nazi invadió Checoslovaquia primero y posteriormente, Polonia y otras naciones europeas, algunos de los miembros de la minoría étnica alemana en los países ocupados apoyaron a las fuerzas invasoras y la posterior ocupación nazi. Estos actos causaron hostilidad de la población nativa hacia las minorías étnicas alemanas, y luego estos sentimientos serían usados como parte de la justificación de las expulsiones.
Durante la ocupación nazi de la Europa del Este, muchos de los ciudadanos de origen alemán que habitaban en los países ocupados o en los satélites del Eje solicitaron la ciudadanía alemana a través de la Deutsche Volksliste auspiciada por el Tercer Reich. Gracias a esto, algunos de ellos ocuparon puestos importantes en la jerarquía de la administración gubernamental o participaron en las acciones y crímenes de los invasores. Cuando el régimen nazi se derrumbó ante el avance del Ejército Rojo, el temor a ser objeto de represalias impulsó a estas personas a tratar de huir hacia Alemania. Numerosas fuentes alemanas, informes médicos y testimonios de los prisioneros alemanes obligados a trabajos forzosos, sostienen que algunos soldados del ejército soviético cometieron violaciones flagrantes de los derechos humanos, alegando a su vez los soldados soviéticos que sus abusos y violencias constituían una venganza justificada por los crímenes de guerra nazis en el Frente Oriental. Ciertamente, las noticias de estas atrocidades (masacres indiscriminadas, violaciones masivas de mujeres, saqueos y destrucciones) causaron oleadas de pánico entre la población que la impulsaba a huir más prontamente.

## Éxodo de civiles alemanes por avance soviético
Antes de finalizar la Segunda Guerra Mundial, se había producido un considerable éxodo de los alemanes refugiados de las zonas que estaban bajo amenaza de ocupación por el Ejército Rojo. Muchos civiles alemanes huyeron de sus zonas de residencia en virtud de vagas y desorganizadamente ejecutadas órdenes de evacuación del régimen nazi alemán en 1943 (afectando a los civiles alemanes que "colonizaban" el extremo oeste de la URSS), luego en 1944 (los alemanes de Rumania y los Balcanes), y sobre todo a principios de 1945, siendo que esta primera oleada de evacuación estaba motivada por el miedo al avance del Ejército Rojo en las zonas de Prusia Oriental, Prusia Occidental, Pomerania y Silesia, con su secuencia de los asesinatos, violaciones, saqueos y deportaciones masivas contra la población civil alemana.
Durante los últimos meses de la guerra, el régimen nazi había insistido en que los civiles germanos debían permanecer en sus hogares y había rechazado planes de evacuación al considerarlos derrotistas. Cuando, a inicios de 1945, la Wehrmacht se mostró por completo impotente para detener las ofensivas soviéticas, miles de alemanes étnicos de las regiones antes mencionadas se lanzaron a la fuga en forma desordenada, ya sea coordinada o no con las autoridades nazis. Tal situación causó la muerte de numerosos civiles alemanes evacuados, como sucedió con el hundimiento del barco Wilhelm Gustloff, hundido por un submarino soviético en el Báltico mientras transportaba cientos de refugiados.

## La expulsión
El rápido avance del Ejército Rojo, y la renuencia de las autoridades nazis a una evacuación oportuna de sus civiles en medio del combate sostenido por la Wehrmacht, causaron que al final de la Segunda Guerra Mundial varios millones de alemanes étnicos permanecieran contra su voluntad en territorios de países de la Europa Oriental. Con ello el desplazamiento de civiles alemanes ya no sería en realidad un "éxodo" forzado por las circunstancias sino una "expulsión" ejecutada deliberadamente por autoridades locales.
En estos casos la política patrocinada por la URSS respecto a estos individuos era la expulsión simple y pura, previa confiscación de bienes; los gobiernos de Polonia y Checoslovaquia secundaron estas intenciones y recolectaron a todos los ciudadanos que fueran alemanes étnicos, para expulsarlos hacia la Alemania ocupada por los Aliados Occidentales. En realidad, y pese a los serios actos de violencia que afectaron a los civiles germanos tras la llegada del Ejército Rojo, varios miles de alemanes permanecieron en sus lugares de residencia en la Europa Oriental después de 1945 y fueron obligados a abandonarlas más tarde por las autoridades locales.
El caso de Polonia fue bastante especial, pues Stalin había determinado en la conferencia de Yalta que la URSS se anexionaría grandes regiones orientales que habían pertenecido a la Segunda República Polaca, y por lo tanto Polonia sería compensada con todos los territorios que poseía Alemania al este de los ríos Oder y Neisse. Los civiles polacos residentes en las zonas a anexionarse por la URSS serían reubicados en estos territorios, cuyos habitantes alemanes serían a su vez deportados en masa hacia el Oeste. Ya en 1919 se había sugerido que la frontera polaco-soviética siguiera la línea Curzon, que permitía a millones de ucranianos y rusinos quedar bajo soberanía soviética, y en 1945 Stalin revivió esta idea, aun cuando ello implicaba forzar a los polacos residentes al este de la Línea Curzon a dejar sus hogares. La masiva colaboración de los Volksdeutsche (los alemanes residentes en Polonia) en favor del Gobierno General durante el periodo 1939-1945 provocó el apoyo popular de la población polaca a esta idea, valorando la expulsión violenta y total de los alemanes como compensación a los daños sufridos por Polonia.
En Checoslovaquia la expulsión de alemanes se sustentó también en la exigencia del gobierno de Praga de eliminar la minoría étnica de la región de los Sudetes, considerando que los elementos de dicha minoría habían jugado un destacado papel a favor de los nazis durante la Crisis de los Sudetes en 1938; para el gobierno checoslovaco la expulsión total e incondicional de los civiles germanos aseguraba que no se repitiera en el futuro una crisis semejante, por lo cual se aprobó sin mayor oposición la expulsión de alemanes de Checoslovaquia.
En otros casos, como Lituania, Letonia y Estonia, los alemanes étnicos eran una minoría mucho más reducida que la existente en Polonia o Checoslovaquia, pues se basaba en los alemanes bálticos que habían residido en esas tierras desde el siglo XVI como protegidos del antiguo Imperio ruso, pero de igual manera participaron en la administración de estos países cuando fueron ocupados por el Tercer Reich. En tanto la región del Báltico fue escenario de una victoriosa ofensiva del Ejército Rojo entre junio y septiembre de 1944, la mayoría de los alemanes étnicos de esta zona lograron huir oportunamente hacia el Oeste. Aun así, en Lituania la fuga de civiles alemanes no se realizó por completo y numerosos alemanes étnicos quedaron atrapados en zonas rurales; particularmente muchos niños huérfanos de origen alemán quedaron a su suerte en bosques, o fueron recogidos por familias lituanas de pequeñas localidades manteniendo oculto su origen étnico.
Otras expulsiones masivas de alemanes se produjeron en los territorios de Hungría, Croacia, Eslovenia, Serbia y Rumania. En estas zonas las ofensivas soviéticas de agosto y septiembre de 1944 causaron que gran número de alemanes étnicos debiera ser evacuado apresuradamente por las autoridades militares alemanas o debieron huir por sus propios medios. Quienes no pudieron fugarse del avance del Ejército Rojo fueron posteriormente expulsados, tanto al ser acusados de colaboracionismo con el Tercer Reich, como por la percepción soviética que la permanencia de grandes masas de civiles alemanes serviría como justificación de un futuro expansionismo germano.
Las expulsiones implicaban primero la confiscación de bienes de los alemanes étnicos en favor de los gobiernos de los países expulsantes; a continuación las autoridades nativas ordenaban el registro de las personas de origen alemán (ya sean nacidas o no en cada país) y luego emitían la respectiva orden de expulsión contra todos los individuos así encontrados, sin distinción de edad o sexo. Las expulsiones de alemanes teóricamente deberían abarcar a todas las personas de ancestros alemanes o que mantenían una identidad cultural alemana (idioma, costumbres, lealtad nacional), por lo cual muchos alemanes asimilados, que habían adoptado la cultura de los países donde residían, no serían afectados por la expulsión.
Sin embargo, en ninguna nación de la Europa del Este fueron obligados todos los individuos de origen alemán a abandonar su tierra, pues había consideración especial para quienes habían mostrado una larga simpatía hacia la URSS (militantes de partidos comunistas o socialistas). Según las cifras del censo, en 1950 el número total de alemanes étnicos que aún vivían en el Este de Europa era de alrededor de 2,6 millones, aproximadamente el 12 por ciento del total antes de la guerra.

### Reacciones de los aliados
En general, la expulsión de los alemanes de la Europa Oriental fue apoyada por la URSS como una forma de suprimir en el futuro toda posibilidad de un renovado expansionismo alemán hacia el Este y de eliminar toda opción a que minorías étnicas de alemanes en la Europa Oriental sirvieran como justificación y estímulo para tal expansionismo, evitando repetir un Drang nach Osten ('Marcha hacia el este' en idioma alemán) similar al lanzado por el nazismo. Asimismo, Stalin consideraba que la eliminación de la minoría étnica de alemanes servía para facilitar la implantación del comunismo en la Europa Oriental, considerando que gran número de terratenientes, empresarios y capitalistas eran de origen alemán, por lo cual su desaparición extinguía una posible fuente de oposición a los regímenes patrocinados por la URSS.
Los gobiernos de EE. UU. y Gran Bretaña también aceptaban el proyecto de expulsar masivamente a los alemanes y así lo expresaron en la Conferencia de Potsdam, aun cuando Francia rechazó la legalidad de estas expulsiones, en tanto las fugas masivas de refugiados germanos eran comprensibles como resultado de la guerra, pero no así las expulsiones posteriores a mayo de 1945.
Winston Churchill consideraba válida la expulsión masiva de alemanes étnicos, en tanto opinaba que su permanencia en la Europa Oriental causaría conflictos permanentes con la población local, serviría como pretexto para reavivar el expansionismo germano, mientras que la expulsión sería una sanción proporcional por los crímenes de guerra nazis contra la población civil de la Europa Oriental.
Igualmente Franklin D. Roosevelt y Harry S. Truman, presidentes de EE. UU., consideraban necesaria la expulsión de alemanes, pues ello permitiría que los países de la Europa Oriental fuesen naciones homogéneas (solo polacos en Polonia, solo húngaros en Hungría, etc.), sin minorías étnicas, y así evitar las perturbaciones que la presencia de tales minorías podrían causar. De hecho, EE. UU. consideraba que un grave error del Tratado de Versalles en 1919 fue permitir que numerosos Estados europeos mantuvieran dentro de sus fronteras población civil identificada con un país diferente al cual vivían, lo que generaría tensiones permanentes y hasta amenazas de una quinta columna. La transferencia de población entre Grecia y Turquía en 1923 aparecía para EE. UU. como un buen ejemplo a seguir para evitar nuevos conflictos internacionales en Europa. Además, la responsabilidad de Alemania por atroces crímenes de guerra hacía justificable para británicos y estadounidenses que la población civil germana debiera ser castigada con expulsiones masivas.

## Consecuencias
El número total de los alemanes expulsados después de la guerra sigue siendo desconocido, debido a que la mayoría de las últimas investigaciones proporcionaron una estimación conjunta basada en datos incompletos, incluyendo los que fueron evacuados por las autoridades alemanas, huyeron o fueron muertos durante la guerra.
Se estima que entre 12 y 14 millones de alemanes étnicos y sus descendientes fueron desplazados de sus hogares en las últimas semanas de la Segunda Guerra Mundial o en las posteriores expulsiones ordenadas por los gobiernos de la Europa Oriental.

### Víctimas mortales
En el curso de los sesenta años transcurridos desde el final de la guerra, las estimaciones del total de muertes de civiles alemanes han oscilado entre 500 000 como mínimo y un máximo de tres millones. Aunque la estimación oficial del gobierno alemán de víctimas mortales a causa de las expulsiones se situó en 2,2 millones durante varias décadas, los análisis recientes han llevado a algunos historiadores a la conclusión de que el número real de muertes atribuibles a las expulsiones en realidad fue mucho menor —de 500 000 a 1,1 millones—. Las cifras más altas, hasta 3,2 millones, por lo general resultan porque se incluyen todas las muertes relacionadas con la guerra de 1939-1945 entre los alemanes étnicos, incluidos los que sirvieron en las Fuerzas Armadas Alemanas (incluyendo la Wehrmacht, los reclutas de la Volkssturm o milicias nazis locales). El debate sobre el número de muertes y su causa (muertos como consecuencia directa de los combates o a consecuencia de la represión del Ejército Rojo y de las autoridades comunistas locales) sigue siendo tema de tensa polémica entre historiadores alemanes, rusos, polacos y checos.

### Indemnizaciones
Según la dirección de la Federación Alemana de Desplazados:

Aunque la dictadura nazi y la guerra posibilitaron el destierro de la ciudadanía alemana de Polonia, su exilio obedeció a un plan de limpieza étnica de las autoridades polacas.

Más de medio siglo después, una controversia es estimulada por polémicas demandas de algunas organizaciones de los expulsados (o sus descendientes) que exigen a los gobiernos de Polonia, Rusia o la República Checa el pago de indemnizaciones por la pérdida forzada de sus propiedades. Sin embargo, el gobierno alemán liderado por Angela Merkel ha manifestado que no apoya a nivel oficial los reclamos de personas privadas para lograr la devolución de propiedades. Esta misma postura ha sido mantenida por los sucesivos gobiernos de Alemania desde la normalización de relaciones con la Europa Oriental bajo la Ostpolitik de Willi Brandt.